# حرائق الغابات في وادي دزوكو 2020–21
حرائق الغابات في وادي دزوكو في 2020–21 اندلعت في ولايتي ناجالاند ومانيبور في شمال شرق الهند، بدءًا من 29 ديسمبر 2020. نتج عن حرائق الغابات أضرار بيئية واسعة النطاق في المنطقة الحساسة بيئيًا في وادي دزوكو، مما أدى إلى تدمير 200 فدان من الغابات القديمة. في 9 يناير 2021، صرح ضباط حكومة ناجالاند أنه تمت السيطرة على الحريق وتأكد أنه تم إخماده بحلول 11 يناير 2021.

## الأسباب
يُعتقد أن الحريق بدأ في 28 أو 29 ديسمبر 2020. بعد محاولات فاشلة للسيطرة على الحريق على الأرض، انتشر جنوبًا وغربًا، عبر الوادي باتجاه ولاية مانيبور المجاورة، واكتسح جبل تيمبو في مانيبور.  في 2 يناير، امتدت حرائق الغابات إلى ولاية مانيبور وبدأت حكومة ولاية مانيبور جهود مكافحة الحرائق أيضًا.  شجع وجود العشب الجاف والعوامل المناخية، بما في ذلك الرياح القوية، على انتشار حرائق الغابات.  ذكرت هيئة إدارة الكوارث في ولاية ناجالاند أن «الرياح العاتية» لم تتسبب فقط في زيادة انتشار حرائق الغابات، ولكنها عرقلت جهود مكافحة الحرائق.  

## الاضرار
أفاد زعماء المجالس القبلية المحلية أن مناطق من الغابات القديمة حول جبل تيمبو، وكذلك النباتات والحيوانات في وادي دزوكو، قد تضررت.   أفاد رئيس وزراء مانيبور بيرين سينغ بعد مسح جوي للحريق أنه «انتشر على نطاق واسع للغاية وتسبب في أضرار جسيمة في هذا الجزء من سلسلة الجبال.»  أكد مسؤولو الولاية من ناجالاند ومانيبور أن مناطق من الغابات القديمة قد دمرت بسبب حرائق الغابات، مما تسبب في ضرر محتمل للتنوع البيولوجي المحلي.  صرح مسؤولو حكومة مانيبور أنه اعتبارًا من 4 يناير 2021، تم تدمير 200 فدان من الغابات بسبب الحريق. 

## الأصابات
في 4 يناير 2021، تم الإبلاغ عن وفاة أحد أعضاء القوة الوطنية للإغاثة من الكوارث المنتشرة في جهود مكافحة الحرائق في معسكر قاعدة أقيم بالقرب من الوادي. سبب الوفاة لم يتحدد بعد.